# Idylle Speed
Idylle Speed, född 23 juni 2018, är en fransk varmblodig travhäst som tränas av François Pierre Bossuet och körs av Jean-Michel Bazire, hon kördes tidigare av Franck Nivard.
Idylle Speed började tävla i januari 2021 och inledde med en vinst i sin första start. Hon har till september 2022 sprungit in 350 000 euro på 15 starter, varav 7 segrar, 4 andraplatser och 1 tredjeplats. Karriärens hittills största seger har kommit i Critérium des 3 ans (2021).
Hon har även segrat i Prix Guy Deloison (2021) och Prix Guy Le Gonidec (2022) samt kommit på andraplats i Prix Reine du Corta (2021) och Prix Paul Leguerney (2022) samt på tredjeplats i Prix Gaston de Wazières (2022). Under hennes hittills korta karriär har hon aldrig varit sämre än tvåa i ett felfritt lopp.
Vid vinsten av Critérium des 3 ans segrade hon före den store favoriten Izoard Vedaquais som innan starten i loppet hade varit obesegrad efter tolv starter i karriären. Vid vinsten av treåringskriteriet så kördes hon för första gången av den franska stjärnkusken Jean-Michel Bazire då Franck Nivard valt att köra Ideal Ligneries istället som slutade på tredjeplats.
När hon vann Critérium des 3 ans så gjorde hon även detta på nya löpningsrekordet 1.12''2.